# Museo Lapidario Maffeiano
Das Museo Lapidario Maffeiano in Verona ist eines der ältesten archäologischen Museen in Europa. Es zeigt etruskische, griechische und römische Fundstücke.

## Geschichte

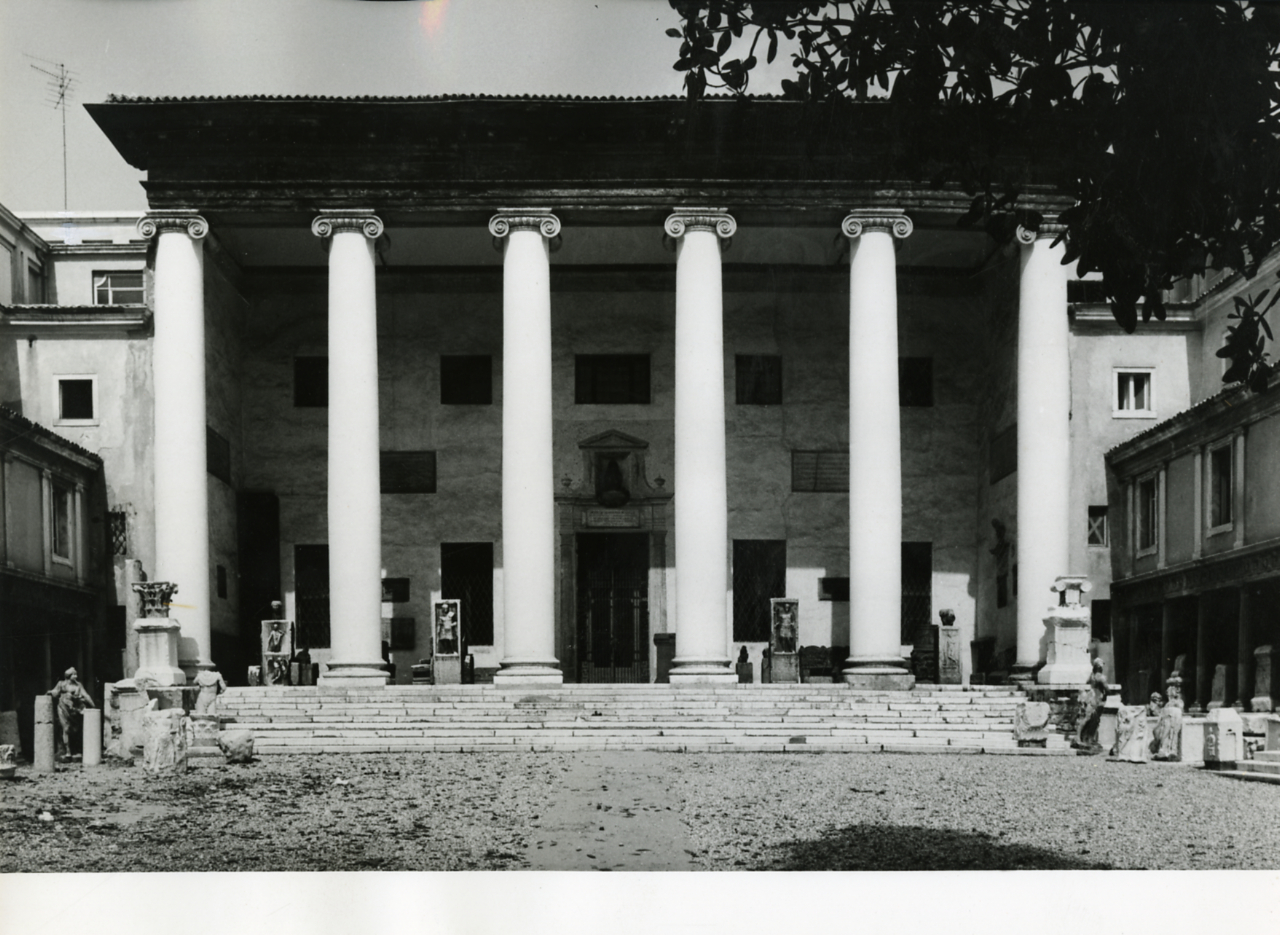
Foto von Paolo Monti, 1972

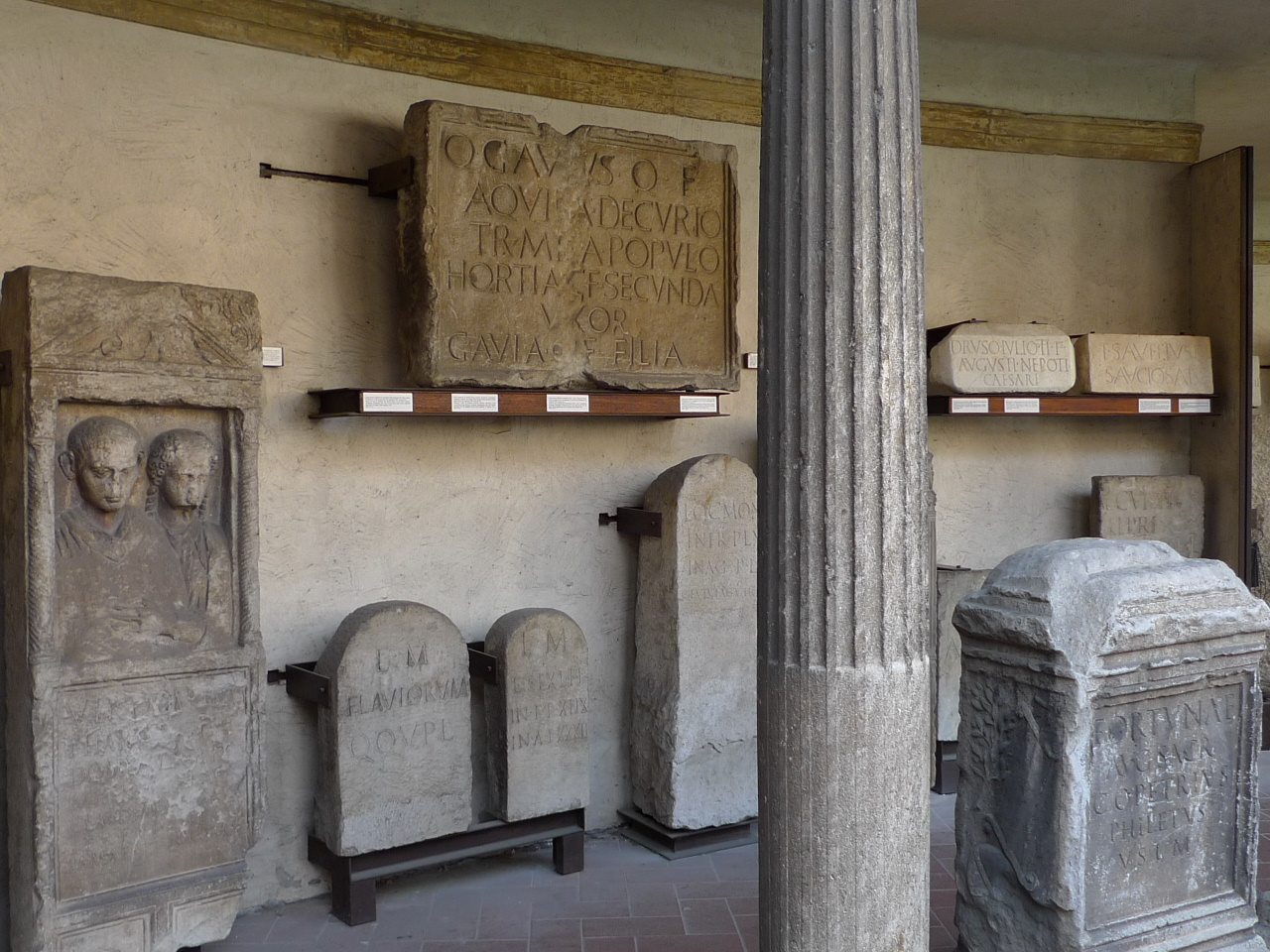
Ausstellungsstücke im Säulengang

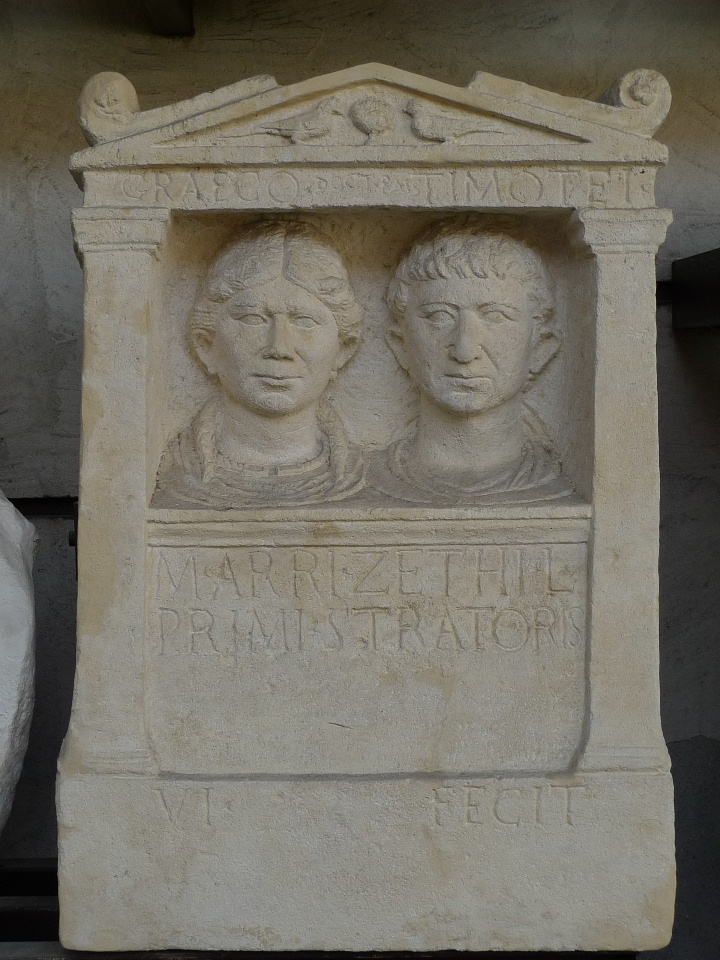
Römische Grabstele im Säulengang

Das Museo Lapidario Maffeiano liegt in der Nähe der Piazza Bra, innerhalb der antiken Stadtmauer von Verona. Vorläufer des heutigen Museums ist eine Sammlung von 28 Inschriften. Sie wurden in der Vorhalle der 1612 errichteten Philharmonischen Akademie aufgestellt.
Das Museum wurde in der ersten Hälfte des 18. Jahrhunderts realisiert, nachdem 1716 das Projekt für ein „Museo Lapidario“ in Verona entstanden war. Verwirklicht wurde es durch den veronesischen Literaten Scipione Maffei, der dort seine Sammlung griechischer, etruskischer, römischer und frühvenetianischer Inschriften, Reliefs, Urnen, Sarkophage und Skulpturen präsentierte. Zwischen 1718 und 1727 wurde eine erste Version der Ausstellung vorbereitet. Maffei ließ dazu eine Mauer, die den Hof der Philharmonischen Akademie umgab, mit einem kleinen Wetterdach eindecken. Dort wurden 230 Inschriften eingemauert. Diese erste Ausstellung wurde in den folgenden Jahren überarbeitet und 1745 zum Abschluss gebracht. Für das Museum wurde um den Hof der Philharmonischen Akademie herum ein Säulengang errichtet. Maffeis Planung für das Museum gingen noch weiter. So sollte u. a. die „Porta dei Leoni“ vor dem Museumseingang in der Mitte des Gartens aufgestellt werden. Der Garten sollte zu einem botanischen Garten hergerichtet werden. Maffei selbst arbeitete bis 1754, ein Jahr vor seinem Tod, weiter in dem Museum und fügte noch zwei griechische Reliefs und drei lateinische Inschriften hinzu.
1797 wurde das Museum nach dem Sturz der Republik Venedig unter Napoleon geplündert. Die meisten Stücke wurden zwar später zurückgegeben, einige verblieben im Louvre. 1882 übernahm die Stadt Verona das Museum. 1927 wurde das Museum aus finanziellen Gründen umgebaut. Es wurde dabei verkleinert, viele Inschriften wurden in das Museum im Castelvecchio ausgelagert. Ende des Zweiten Weltkriegs wurde der Häuserblock der Philharmonischen Akademie beschädigt, das Museum und die Akademie blieben unversehrt. Während des Wiederaufbaus der beschädigten Gebäudeteile war das Museum bis 1965 geschlossen. Der Wiederaufbau sah eine Verdoppelung der Höhe der Außenstruktur des Gebäudekomplexes vor. In den 70er-Jahren des vorigen Jahrhunderts wurde das Museum erneut umgebaut und 1981 wieder eröffnet.

## Die Ausstellung
Der Zugang zu dem Museum erfolgt durch ein Eingangsgebäude von der Piazza Bra. Von dort sind Hof, Säulengang und Vorhalle und über einen Aufzug die geschlossenen Räume des Museums zu erreichen. Einen Schwerpunkt der Ausstellung in den Museumsräumen stellen Stelen und Urnen dar. Die antiken Inschriften und Reliefs im Hof, im Säulengang und in der Vorhalle sind chronologisch angeordnet.

## Ausstellungsstücke in den Museumsräumen

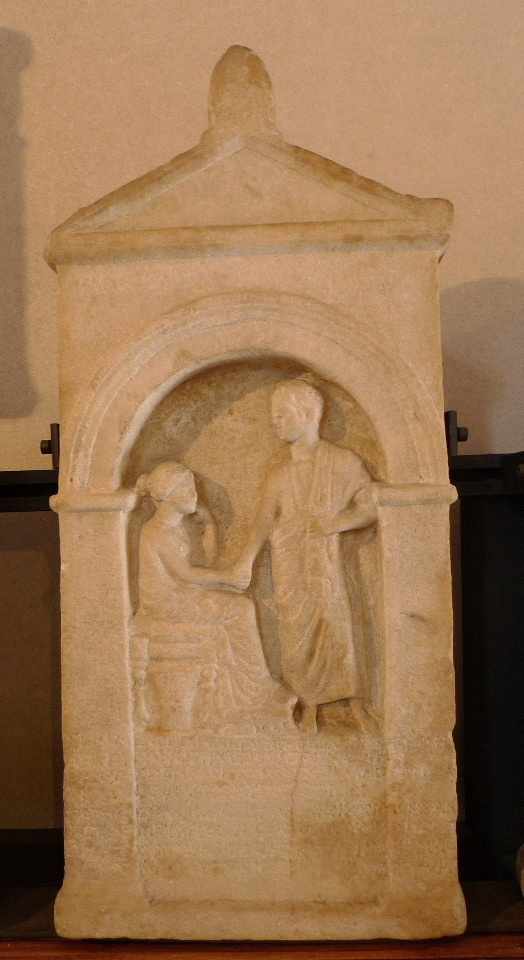
Griechische Grabstele von Martha, Tochter des Demosthenes, die im Alter von 22 Jahren an einer unheilbaren Krankheit gestorben ist (2.–1. Jh. v. Chr.) – aus Rinia
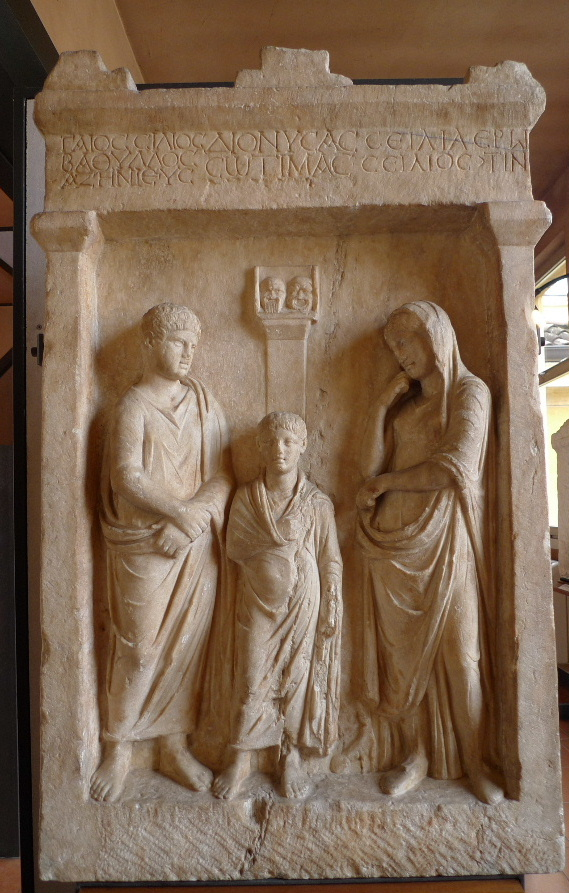
Griechische Grabstele von Gaios Silios Bathyllos – zu seinen Füßen liegt ein Hund, im Hintergrund sind zwei Masken zu sehen, die darauf hinweisen, dass der Verstorbene Schauspieler war (1. Jh. n. Chr.) – aus Attika
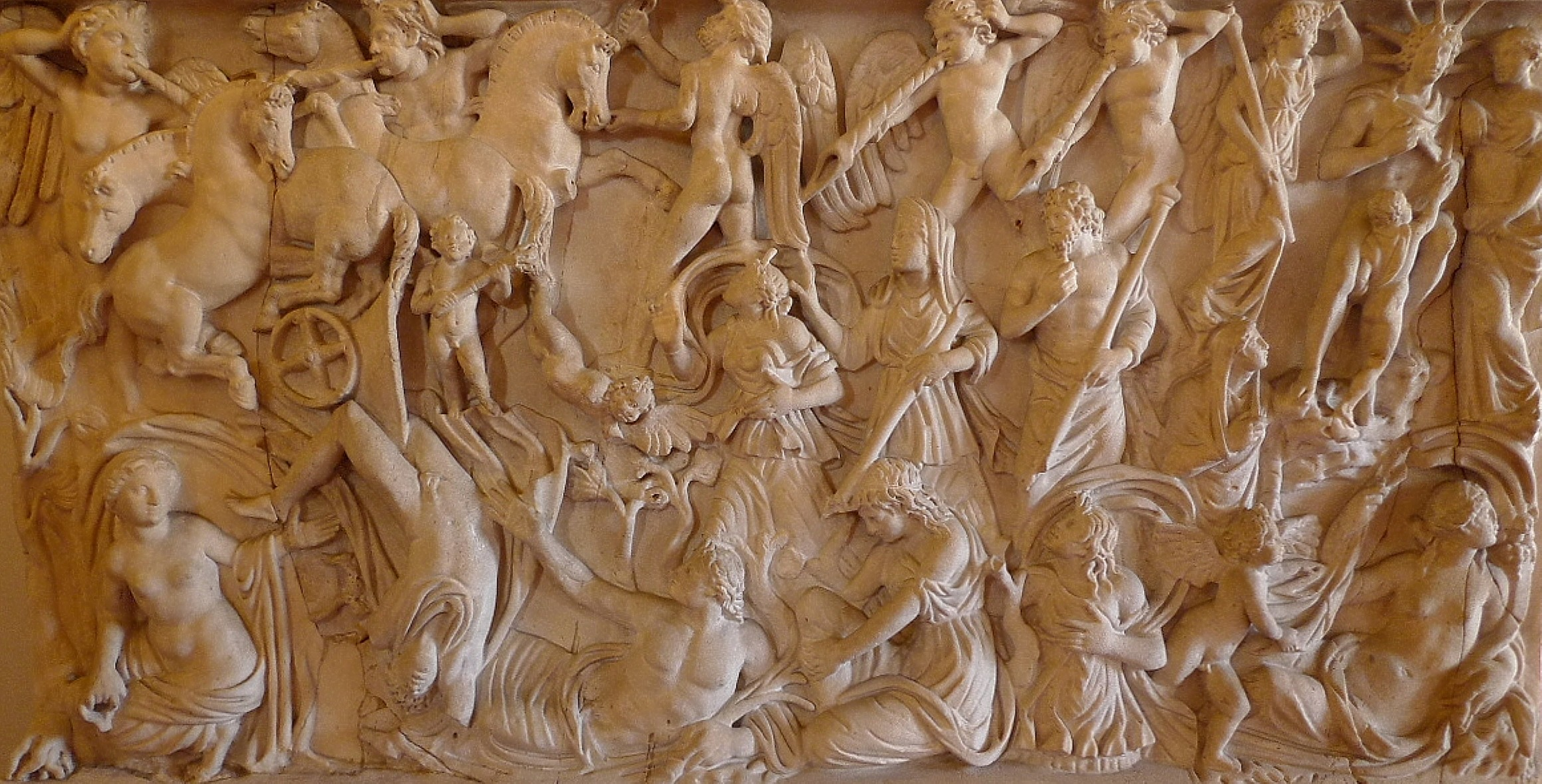
Römischer Sarkophag mit einem Relief, das die Geschichte von Phaetons Sturz zeigt (1. Jh. n. Chr.) – aus Rom
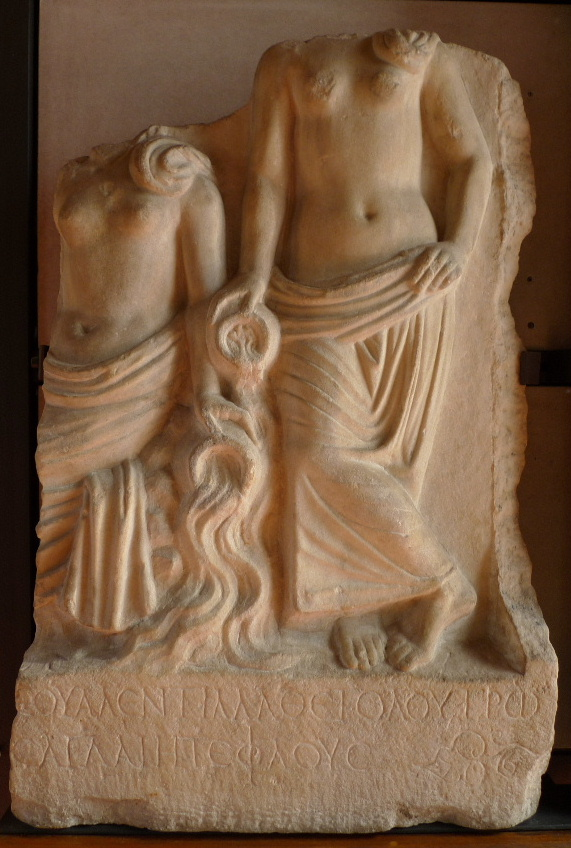
Griechisches  Steinrelief mit zwei weiblichen Figuren – möglicherweise Nymphen (3.–4. Jh. n. Chr.) – unbekannter Fundort
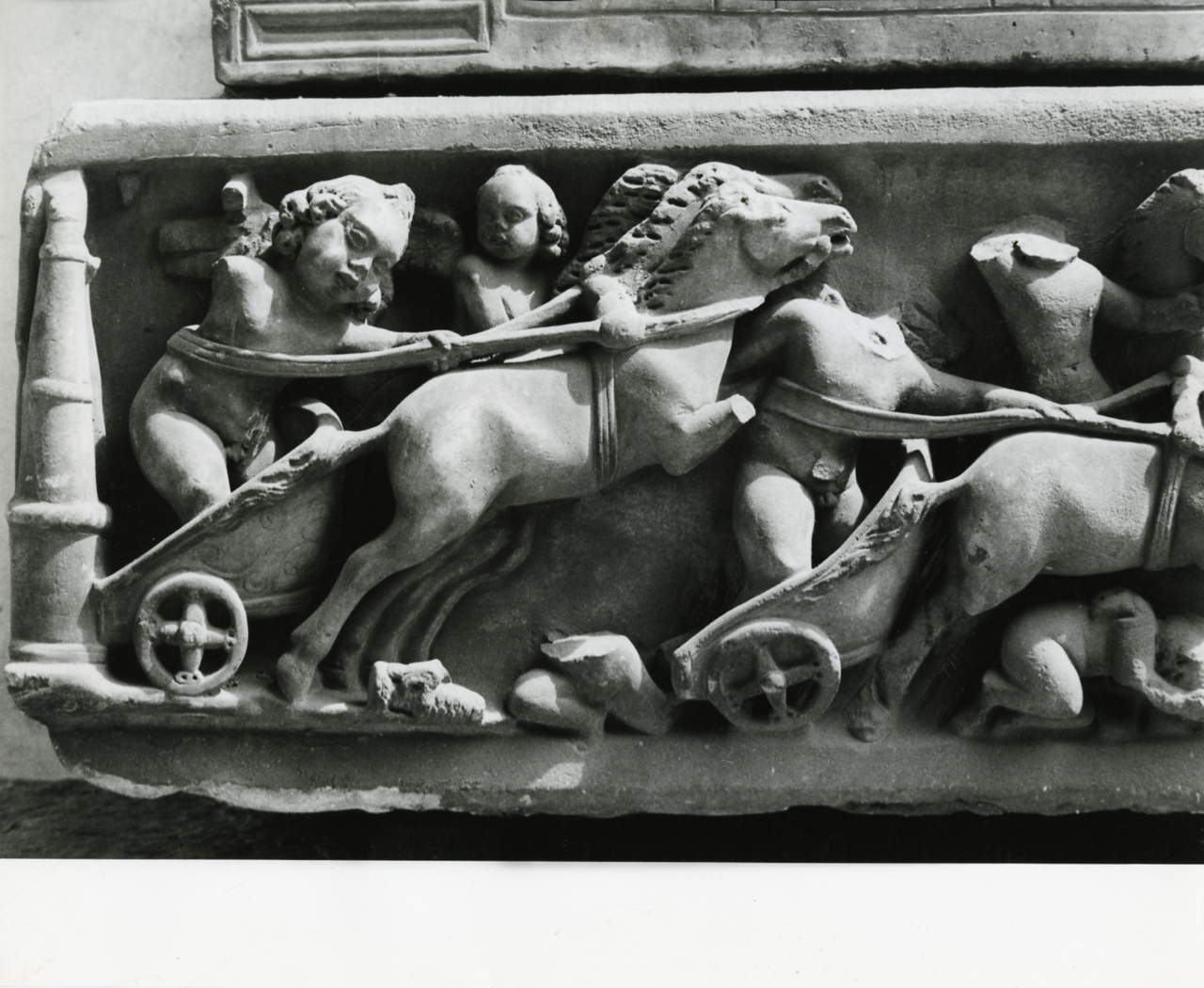
Basrelief. Foto von Paolo Monti, 1972